# スタニスワフ・カニャ
スタニスワフ・カニャ （Stanisław Kania ポーランド語発音: [staˈɲiswaf ˈkaɲa]; 1927年3月8日 – 2020年3月3日）は、ポーランドの政治家。元ポーランド統一労働者党第一書記。

## 来歴
1945年4月、ちょうどドイツ軍が赤軍により降伏し、共産主義者がポーランドを支配し始めた頃、ポーランド統一労働者党に入党。1946年、ORMOや国民投票など、党が主催する政治運動へ参加し、ヤルゼルスキの選挙区の副代表に選出される。1947年2月、ヤスウォの青年闘争連合（ZWM）理事会の議長に当選する。同年12月、ジェシュフの農村青年局長に任命される。1948年、21歳の若さでポーランド統一労働者党の統一会議の代議員に選出する。
エドヴァルト・ギェレクが社会的かつ経済的混乱の中で第一書記を辞任した後の1980年9月6日、カニャがギェレクの後継者に選ばれる。その際にカニャは、党がこれまで数多くの経済的失敗を犯したことを認め、カトリックと労働組合の野党グループとの協力を宣言した。その後、独立自主管理労働組合「連帯」の指導者であるレフ・ワレサなど、様々な政治家や批評家と会談した。
1980年、ソ連国家保安委員会（KGB）がカニャのクレムリンに対する批判を盗聴した後、ソ連により辞任を迫られた。カニャの後任には、ヴォイチェフ・ヤルゼルスキが就任した。 
2012年、1981年時の戒厳令取り締まりにおけるカニャの責任問題により、裁判にかけられたが無罪となった。

### 死去
2020年3月3日、カニャは心不全と肺炎により、92歳でその生涯を閉じた。